# Arkhangelsk (okroug urbain)
Pour les articles homonymes, voir Arkhangelsk (homonymie).
Arkhangelsk ou la ville d'Arkhangelsk (en russe : город Арха́нгельск, gorod Arkhangelsk) est une subdivision administrative (ville d'importance régionale) et une municipalité (okroug urbain) de l'oblast d'Arkhangelsk dans le Nord de la Russie européenne. Il compte 6 localités, dont Arkhangelsk, qui en est son centre administratif. Sa population s'élevait à 303 357 habitants en 2023.

## Géographie
L'okroug urbain se situe dans l'oblast d'Arkhangelsk, un sujet de la fédération de Russie situé dans le Nord de la Russie européenne. Le sujet fait partie du district fédéral du Nord-Ouest, et il est inclus comme tout l'oblast dans la région du Nord. Comme tout l'oblast, il est situé dans le fuseau horaire MSK (heure de Moscou). Le décalage horaire appliqué par rapport au temps universel coordonné est +03:00.

## Localités
La population des localités rurales est donnée selon le recensement de 2010 de la Russie, des localités urbaines (villes et communes urbaines) selon le recensement de 2021. Certaines localités rurales ont leur population de 2021 indiquées, seulement s'ils dépassent les 3 000 habitants.
| Liste des localités | Liste des localités  | Liste des localités | Liste des localités |
| N°                  | Localité             | Statut              | Population          |
| ------------------- | -------------------- | ------------------- | ------------------- |
| 1                   | Arkhangelsk          | ville               | 301 199             |
| 2                   | Bory                 | possiolok           | 44                  |
| 3                   | Lesnaïa Retchka      | possiolok           | 2709                |
| 4                   | Novy Tourdeïevsk     | possiolok           | 0                   |
| 5                   | Talajski avnagorodok | possiolok           | 3298                |
| 6                   | Tourdeïevsk          | possiolok           | 947                 |